# Платон
Платон (грч. Πλάτων, плећати, неко ко је широких рамена, атлетски грађен; изворно име Аристокле; Атина, 427. п. н. е. – 347. п. н. е.) био је старогрчки филозоф и беседник. Платон је био Сократов ученик, а Аристотелов учитељ, и оснивач Академије у Атини.
Платон је предавао на Академији, и писао у форми дијалога о многим филозофским темама. Његово постојање нам је познато преко његових филозофских и драматичких дела која су очувана у рукописима обновљеним и издатим у многим издањима од почетка хуманистичког покрета. Платонова писана дела се скоро у потпуности састоје из дијалога, епиграма и писама. Већина познатих Платонових дијалога је сачувана, иако савремена издања његових дела садрже дијалоге који се од филозофске јавности сматрају или сумњивим (нпр., Алкибијад, Клитофон) или вероватно лажним (нпр Демодок, Алкибијад Други).
Сократ се као личност појављује у већини Платонових дијалога, иако често није јасно колико се садржај дијалога и мисли могу приписати Сократу а колико Платону. У последњим Платоновим делима (Закони) Сократ се губи као учесник у дијалогу.
За разлику од свог учитеља Сократа који потиче из простог народа, Платон је пореклом из аристократске породице и спрема се за политички живот још од најраније младости. Судбоносни моменат за његово сазревање било је „Суђење Сократу” у ком је Сократ на крају осуђен на смрт. Након Сократове смрти, видно повређен и деморалисан и у својој 24. години, Платон креће на прво од својих путовања по Средоземљу.
Познати Месечев кратер је добио име Платонов кратер, у његову част.

## Биографија
Платон је рођен као Аристокле 427. п. н. е. у Атини, у средње имућној аристократској породици. Његов отац се звао Аристон, мајка Периктиона. Један од Платонових предака, Глаукон, је био један од најпознатијих атинских племића. Надимак Платон (односно Плећати, Плећаш; од гр. πλατύς - плећа) је стекао због своје телесне грађе, првенствено због ширине рамена (односно плећа). Диоген Лаертије сведочи да је Платон стекао свој надимак у рвачким круговима. Наводно је једном победио на Истамским играма. Друго мишљење каже да је тај надимак добио зато што је био широк у излагањима (говорима).
Платон је у младости око 407. године пре нове ере упознао Сократа и постао је његов ученик. Према његовим речима, присуствовао је суђењу Сократу, мада не и његовом погубљењу. После Сократове смрти, Платон је побегао у Мегару, а после тога путовао је и у Египат. У Атину се вратио 395. године пре нове ере. Са његовим ученицима купио је један врт у Атини и ту је основао школу 387. године пре нове ере коју је назвао Академија.
За разлику од Сократа, Платон је записивао своја филозофска виђења, и оставио је значајан број рукописа. Био је дубоко погођен начином на који су се градске власти опходиле према Сократу, и велики део његових раних дела садржи његове успомене на учитеља. Могуће је да мноштво његових етичких списа посвећено потрази за друштвом, где се сличне неправде не би могле догодити.
Дубок утицај на Платона извршио је несумњиво Питагора, чија схватања хармоније броја јасно одјекују у Платоновој теорији идеја; а донекле и Анаксагорин ученик Архилеј, Сократов учитељ, иако Сократ рано раскида са његовим учењем; и Парменид, са чијим схватањима Платон полемише у дијалогу Софист.
Платон, са 40 година оснива једну од најранијих организованих школских установа цивилизације Академију, названу по античком хероју Академу, заштитнику шуме у којој се она налазила, која је непрестано радила све до њеног затварања од стране цара Јустинијана I 529. године. У Академији се у првим годинама њеног рада школује и Аристотел.
У Платоновим списима се могу наћи расправе у вези аристократских и демократских типова владавине. Такође се могу наћи расправе о улози наследности и окружења у људској интелигенцији и личности, много пре модерне расправе „природа против одгоја“ која је започела у време Томаса Хобса и Џона Лока. Такође, Платон расправља о субјективности и објективности људског знања, што претходи модерним дебатама између Дејвида Хјума и Имануела Канта, или између постмодерниста и њихових противника. Чак и мит о изгубљеном граду или континенту, Атлантиди потиче од илустративне приче испричане у Платоновим делима Тимај и Критија.

## Рад
Платон је махом писао у форми дијалога. У раним дијалозима неколико личности разговарају на неку тему постављајући један другом питања. "Сократ" игра превасходну улогу.
Али квалитет дијалога се прилично мењао како је одмицао Платонов живот. Опште је мишљење да су рана Платонова дела била ближе базирана на Сократовим мислима, док се његови каснији списи све више разликују од погледа његовог бившег учитеља. У хронолошки средњим дијалозима, Сократ постаје „тумач“ Платонове филозофије, а форма питања-и-одговора постаје све више pro forma: главни лик представља Платона, а споредни ликови мало шта говоре, осим „да“, „наравно“ и „врло тачно“. Каснији дијалози су више попут трактата, и Сократ је често одсутан, или не говори. Претпоставља се да је Платон у потпуности писао ове позније дијалоге, док су ранији могли бити преписи Сократових дијалога. Питање да ли су, и који, дијалози стварно Сократови представља тзв. Сократовски проблем.

## Платонова Метафизика: Платонизам или реализам
Једна од Платонових тековина, можда чак најзначајнија, је његова дуалистичка метафизика, често називана (у метафизици) платонизмом, или (преувеличаним) реализмом. Платонова метафизика дели свет на два посебна аспекта: свет „форми“ (или идеја) и перцептивни свет који видимо око себе. Сматрао је да су перцептивни свет, и ствари у њему, несавршене копије форми или идеја. Ове форме су непроменљиве и савршене, и можемо их појмити само коришћењем интелекта или разумевања (на пример производи ума који не укључују чулну перцепцију или имагинацију). Такође, чулни свет је пропадљив и променљив, док за свет идеја важи супротно - он је вечан и фиксиран једном за свагда. Исто тако, пошто је чулни свет (и ствари које га чине) само несавршена копија света форми, то онда он дугује своје постојање формама, а због своје несавршености често се каже да је мање реалан (стваран) него свет форми. То, како се чини на први поглед, води тврдњи да је постојање подложно степеновању (нешто може бити стварније од нечега другог), што је, мада занимљив, филозофски гледано крајње проблематичан став.
У дијалогу Држава, књиге VI и VII, Платон употребљава низ метафора у циљу објашњења његових метафизичких погледа, као што је добро позната Алегорија пећине. Узет заједно, ове метафоре граде комплексну онтолошку и гносеолошку поставку: Идеја Добра (често интерпретирана као Платонов Бог, што не спада међу најуспешније интерпретације, за Платоново схватање Бога - Демијурга види дијалог Тимеј), освјетљава остале идеје омогућавајући тако нескривеност видљивог света (често се говори о еманацији као односу између идеје добра и осталих идеја, то је међутим Плотинов термин) и фигурира као предмет највишег знања. У видљивом свету објекти нису ништа до пуке сенке, обриси вечних идеја: као да гледамо сенке на зиду пећине, без могућности освртања, а које бацају предмети осветљени сунцем изван пећине (Погледај Алегорија пећине).
Платонова метафизика, а посебно дуализам, између интелигибилног и перцептивног, служиће као подлога за филозофе Неоплатонизма какав је Плотин, и Гностике.
Поставке о природи знања и учења које срећемо у дијалогу Менон које почињу бројна питања, као што је питање могућности учења врлине, знања као реминисценције, извршила су велики утицај на филозофску мисао у целини.

## Идеална држава
| „                | Он је први, а можда и последњи, сматрао да државом не треба да управљају најбогатији, најчастољубивији или најлукавији, већ најмудрији. | ” |
| — Шели [Shelley] | |   |

Облик владавине који Платон изводи из ових поставки заснован је на строгој хијерархији наследних класа, у којој је индивидуална слобода потиснута у корист државе. Платон каже да је држава нужност на коју су људи приморани да би остварили своје многобројне потребе. Да би држава остварила своју улогу, она мора да буде организована на најбољи начин, а то значи да треба да има добру поделу рада. По том принципу, Платон је поделио друштво на следеће сталеже:
- Први сталеж су управљачи. То су мудраци, филозофи. Њихова главна особина је мудрост. Они имају задатак да управљају државом.
- Други сталеж су чувари. То су ратници и њихова главна особина је храброст. Они бране државу и штите закон.
- Трећи сталеж су земљорадници и занатлије. Њихове особине су послушност и радиност. Они обезбеђују материјалне потребе друштва.

Величина града и класе у њему детерминисана је математички прецизно, заједно са еугеничким захватима ради обезбеђења поменутог. Расправе о повезаности Платонове филозофије и овакве поставке идеалног уређења и даље трају.

## Платонова мисао кроз историју
Платонова мисао се често упоређује са филозофијом Аристотела, Платоновог најпознатијег ученика, чија је репутација током средњег века помрачила Платонову. Схоластички филозофи, наиме, Аристотела називају једноставно „Филозоф“.
Једна од карактеристика средњег века је ослањање на схоластичке коментаре Платонових дела, као и дела других филозофа антике, уместо окретања оригиналним делима. Ради се о томе да су оригинална Платонова дјела за средњовековни запад била практично изгубљена, све до њиховог поновног превођења са арапског језика у дванаестом веку. Арапски и персијски философи су како сачували оригинална дела, тако и написали исцрпне коментаре о њима. Ови су текстови даље преведени на латински језик.
Тек се у ренесанси, са свеопштим буђењем интересовања за антику, шири познавање Платоновог опуса. Многи рани модерни научници и уметници, раскидајући са схоластиком, видели су у Платоновом делу потку за напредак у науци и уметности. До деветнаестог века Платонова репутација достиже ону коју је имао у антици.
Значајни филозофи запада су наставили да испитују Платоново дело, било са традиционалним академским приступом, било користећи своју филозофију као подлогу. Ниче је нападао Платонове политичке и моралне теорије, Хајдегер је писао о Платоновом забораву „бивства“ (види. Мартин Хајдегер - „Платонов наук о истини“), док Карл Попер у делу Отворено друштво и његови непријатељи (1945), тврди да је Платонов предлог државног уређења из дијалога „Држава“, прототип тоталитарног режима. Интересовање за Платонове дијалоге не јењава ни данас.

### Платонови списи
Уопштено узевши, може се рећи да ми данас поседујемо целокупан корпус Платонових списа. Наиме, антички извори не помињу ниједан Платонов спис који ми данас не поседујемо. Међутим, ми не поседујемо белешке предавања које је Платон држао у Академији, о којима Аристотел у својим делима даје неке наговештаје. То је посебно тежак губитак ако су у праву они испитивачи који у сачуваним дијалозима виде само популарна дела намењена образованим лаицима, за разлику од предавања држаних онима који су филозофију изучавали као струку. Други испитивачи сматрају да такве белешке нису никада ни постојале, него да је Платон своја предавања држао не ослањајући се ни на какав писани текст. У сваком случају, остаје чињеница да нико није дошао до рукописа неког предавања које је држао Платон.
Међутим, остаје још питање аутентичности списа који су сачувани под Платоновим именом (corpus Platonicum). Најстарији Платонови рукописи потичу из једне уређене збирке која се приписује неком Трасилу (Θράσυλλος) који је деловао у доба владавине римског цара Тиберија (41–54.). Он је ту збирку поделио у девет тетралогија, вероватно по узору на Аристофана Византинца из 3. века п. н. е., који је Платонове списе био разврстао у пет трилогија. Филолози тога времена су за аутентично Платонова дела признавали 36 дијалога (рачунајући писма као један дијалог). Од њих, дијалози који се данас углавном не прихватају као аутентично Платонови јесу: Алкибијад II, Хипарх, Љубавници или Супарници, Теаг, Клитофонт и Минос. Спорна је аутентичност следећих шест дијалога: Алкибијад I, Ијон, Менексен, Хипија Већи, Додатак Законима или Епином и Писма, премда данас многи прихватају аутентичност Ијона, Менексена, Хипије Већег, Епинома те Седмог и Осмог писма. Преостала 24 дијалога прихватају се данас као сигурно аутентично Платоново дело.
Платон никада није објавио потпун, заокружен и завршен филозофски систем: његова се филозофска мисао развијала онако како су се пред њом постављали нови проблеми и како јој се наметала потреба да размотри и разјасни различите тешкоће. Због тога је од посебне важности тачно утврђивање хронологије Платонових списа, како би се установило да ли се и како његова филозофска мисао временом мењала. Један покушај утврђивања такве хронологије изгледа овако (F. Copleston, A History of Philosophy. Volume I: Greece and Rome, Maryland, 1946):
I. Сократовски период, током којега је Платон још увек под снажним Сократовим утицајем и већина његових дијалога завршава се без коначног решавања постављеног проблема, што је у складу са Сократовим "незнањем".
1. Одбрана Сократова (Ἀπολογία Σωκράτους). Сократова одбрана на суђењу од оптужбе за кварење омладине и непоштовање богова.
2. Критон (Κρίτων). Сократ је представљен као добар грађанин који одлучује да испије отров због покоравања законима државе, и поред тога што је осуђен неправедно и што му Критон и остали саветују да побегне из затвора.
3. Еутифрон (Εὐθύφρων). Сократ, спремајући се за суђење, почиње разговор о природи побожности.
4. Лахет (Λάχης). О храбрости.
5. Ијон (Ἴων). Рротив песника и рапсода.
6. Протагора (Πρωταγόρας). О врлини: закључак је да је врлина знање и да се стога може научити.
7. Хармид (Χαρμίδης). О умерености.
8. Лисид (Λύσις). О пријатељству.
9. Држава (Πολιτεία), књига I. О правди.

II. Прелазно раздобље, током којега Платон тражи властити пут филозофског промишљања.
1. Горгија (Γοργίας). Политичар, или право јачега насупрот филозофу, или праведност без обзира на све.
2. Менон (Μένων). Исправља се теза да се врлина може научити, и то с обзиром на теорију идеја.
3. Еутидем (Εὐθύδημος). Против логичких погрешака познијих софиста.
4. Хипија  или Хипија Већи (Ἱππίας I). О лепом.
5. Хипија  или Хипија Мањи (Ἱππίας II). О томе да ли је боље чинити зло намерно или нехотице.
6. Кратил (Κρατύλος). О теорији језика. Први покушај утемељења филозофије језика.
7. Менексен (Μενέξενος). Пародија реторике.

III. Зрело раздобље, у којем је Платон дошао до својих властитих поставки.
1. Гозба (Συμπόσιον). Сва земаљска лепота само је сенка истинске Лепоте, којој душа тежи преко Ероса.
2. Федон (Φαίδων). Идеје и бесмртност.
3. Држава (Πολιτεία), књиге II–X. Веома наглашен метафизички дуализам.
4. Федар (Φαῖδρος). O природи љубави и троделности душе, као у Држави.

IV. Позно раздобље.
1. Теетет (Θεαίτητος). О спознаји. Побија се Протагорин скептицизам.
2. Парменид (Παρμενίδης). Одбрана теорије идеја од критике.
3. Софист (Σοφιστής). Поновно разматрање теорије идеја.
4. Државник (Πολιτικός). Прави владар је онај који има знање. Држава закона је творевина из нужде.
5. Филеб (Φίληβος). Однос уживања према добру.
6. Тимај (Τίμαιος). Наука о природи. Демијургова делатност.
7. Критија (Κριτίας). Iдеална земљорадничка држава постављена насупрот освајачкој поморској сили "Атлантиди". Недовршен.
8. Закони (Νόμοι) и Додатак Законима (Епином, Ἐπὶ νόμοις). Платон прави уступке реалном животу, умањујући утопизам Државе.
9. Седмо и Осмо писмо.

## Платон као књижевник
Платон није само велики мислилац, него и оригинални уметник, писац драматскога дијалога прожетог песничким мотивима, мајстор вајања књижевног лика и брушења истанчане сценске атмосфере те велики стилиста. Сви Платонови списи осим Одбране Сократове имају дијалошки облик. Премда се дијалог као књижевни поступак јавља и раније, посебно у архајској грчкој поезији, ипак је филозофски дијалог свој облик добио тек у Сократовој школи, а праву уметничку обраду у Платоновим списима. У његовим дијалозима расправљају филозофи, песници и млади људи из Сократовог друштва. Сва та лица су историјске личности, и дијалог обично носи назив по некоме од њих. Главни лик у већини дијалога је управо Сократ и ти су дијалози међу најуспелијима с књижевне тачке гледишта (Гозба, Федон, Федар). Касније, почев од шездесетих година 4. века старе ере, Сократу се додељује мање место у расправама: он се прво појављује само као један од учесника, да би у Законима – последњем Платоновом делу – Сократов лик сасвим ишчезао.
Платонови дијалози показују ауторову способност за живо постављање сцене, којој не недостаје ни драматике, као што је окупљање грађана поводом доласка једног чувеног софисте у Протагори, гозба после победе на трагичким такмичењима у Гозби, излет за време врућег летњег дана у Федру, Сократов састанак с пријатељима пред смрт у Федону. Платон је велики мајстор потретисања ликова: сва су лица потпуно индивидуализована, чиме се истичу њихови међусобни контрасти. Многа су, посебно Платону мрски софисти, дати сатирички, где се посебно издваја лик Протагоре. Од свих ликова најуспелији је Сократов: испод сатирске, силенске спољашности тога старца, који с лакоћом обара лажне ауторитете, открива се у расправама интелектуална и морална драж, која подстиче размишљање и понашање његових саговорника.
Дијалози су прожети сјајним песничким сликама и поређењима, које често представљају средство Платоновог књижевног стила, посебно у мотивима које испуњавају празнине у његовом филозофском систему те на местима где се истина не може разумски доказати (приказ лебдења још неоваплоћене душе на границама небеских пространстава и посматрање истине у Федру, слика загробног живота у Горгији, Федону и Државнику, прича о стварању света у Тимају, прича о борби из прадавних времена између идеалног грчког полиса и моћне "Атлантиде" у Тимају и Критији, мит о Прометеју и Епиметеју у Протагори, те мит о цепању прачовека на мушкарца и жену у Гозби).
На Платона као књижевника, поред дела драмске поезије, посебно је утицао сицилијански писац Софрон из друге половине 5. века ст. е., који се састављао прозне миме, тј. сцене из свакодневног живота у облику дијалога. Међу књижевно најуспелијим дијалозима јесу: Одбрана Сократова, који је цео дубоко поетичан и прожет херојским жаром Сократа који иде у смрт остајући веран својој мисији; Федон, у коме превладава туга коју Сократ својом ведрином успева ублажити; Федар, који садржи много песничких слика, од пејзажа до другог Сократовог говора; те Гозба, вероватно најбоље Платоново дело с књижевног становишта, у коме филозофија заузима само мало места и у коме се уз живе искре животне радости прича о љубави.

## Теорија сазнања
Своју теорију сазнања Платон није систематски изложио и потпуно објаснио ни у једном од својих дијалога. Премда је дијалог Теетет у потпуности посвећен могућности спознаје, његов је закључак у ствари негативан, јер се у њему само побијају по Платону погрешне теорије сазнања, посебно теорија да чулно опажање представља знање. Поред тога, Платон у Држави даје своју познату теорију о ступњевима знања која одговара његовој хијерархији бивствујућих ствари. Теорију сазнања је и иначе тешко одвојити од онтологије, а код Платона је то готово и немогуће, због самог карактера његове гносеологије. Он, наиме, није толико заинтересован за питање о могућности сазнања колико за питање о истинском предмету сазнања, другим речима, питање како се стиче истинско знање неразлучиво је повезано с питањем шта је оно што се истински сазнаје.
Према Платону, два су захтева истинитог знања: да би било истинито, знање мора бити поуздано и мора бити знање онога што јесте. Свако знање које не може да задовољи та два критерија не може бити ни стварно знање. Пре свега, знање не може бити чулно опажање, јер опажање значи појављивање, а појаве се наравно разликују од појединца до појединца. Осим тога, предмети чулног опажања увек су у стању промене: за њих се не може рећи да јесу, они увек настају. Наиме, један предмет некоме може изгледати бео, другоме сив, једноме врућ, другоме само топао, а то "изгледање некоме" мора у ствари значити "настајање за некога", тако да је чулно опажање увек опажање онога што се налази у настајању. Премда из овога произлази да моје опажање јесте истинито за мене те да самим тим моје сазнање за мене јесте поуздано, то би значило да нико не би могао бити мудрији од неког другог, јер свако је најбољи судија свога властитог чулног опажања. Ако нема никакве разлике између опажања и знања, да ли то значи да појединац може имати знање само о ономе што тренутно опажа? Ако је човек неку ствар сазнао (тј. видео) у прошлости, али је у овом тренутку не опажа својим чулима него је се само сећа – да ли човек ту ствар сада више не зна, мада је се сећа? Јасно је, стога, да се знање и чулно опажање не могу изједначити, па макар опажање заиста представљало неку врсту спознаје. Чулно опажање, даље, није целокупно знање, јер знатан део онога што се сматра знањем уопште никада није ни било предмет опажања, већ се то спознаје умним увиђањем. Цело Платоново побијање чулног опажања као сазнања у његовом Теетету уперено је пре свега против софисте Протагоре и његове тврдње да је "човек мерило свих ствари". Истинско знање, каже даље Платон, није ни "истинско схватање" (ἀληθὴς δόξα) , које означава мало више од пуког привида, али ипак мање од истинског знања.
Платон од Протагоре прихвата став о релативности чула и чулног опажања, али – за разлику од Протагоре, који из тога извлачи закључак о општем релативизму и "човеку као мерилу свих ствари" – Платон утврђује да се поуздано знање може постићи, али оно није исто што и чулно опажање, које је релативно, променљиво и подложно деловању разних спољних утицаја како на субјект тако и на објект опажања. Од Хераклита прихвата став да су предмети чулног опажања нестални и да се налазе у процесу сталне промене, сталног настајања. Зато они и не могу бити предмет истинског сазнања.
Назнаке своје позитивне теорије сазнања даје Платон у Држави, где је изложено његово познато поређење са линијом. Замислимо једну усправну линију, са чије се леве стране налазе ступњеви знања, од најнижег на дну, а са десне стране предмети сазнања, опет почев од најнижег на дну линије. Сваком елементу са леве стране (степену знања) одговара један елемент на десној страни (предмет знања). Та усправна линија дели се једном хоризонталном цртом на два основна дела: подручје мнења и подручје знања. Најнижи стадијум сазнања јесте нагађање (εἰκασία), а предмет таквог сазнања јесу "слике" (εἰκόνες) или "сенке", а затим "и одрази у води и на стварима које имају густу, глатку и сјајну површину и свему што је такво" (Реп. 509е–510а 3), дакле очигледно све што представља подражавање из друге руке. Изнад овог степена знања налази се веровање (πίστις), чији сазнајни предмети јесу стварни предмети, међу којима Платон наводи "жива бића (ζῷα) око нас, све биљке и све ствари које је начинило умеће". Ако, на пример, неки човек појам "правде" разуме само као конкретизовану несавршену правду атинског устава или устава неке друге, било које, државе – тај се човек тада налази у стању "веровања" (πίστις), чији је предмет сазнања неки отелотворени устав, а не сам појам правде или правда по себи. Ако сад тог човека неки лажљиви ретор још увери у то да су праведне ствари оне које чак нису у складу ни с том актуелном правдом атинског устава - тај ће човек бити у стању "нагађања" (εἰκασία). "Нагађање" и "веровање" заједно чине доње подручје "линије знања" које се скупно назива мнење (δόξα) и чији сазнајни предмети јесу δοξαστά (дословно = предмети мнења).
Трећи, виши стадијум сазнања јесте разумско сазнање (διάνοια), чији су предмет сазнања математички и геометријски појмови (τὰ μαθηματικά), наиме оно што се истражује преко одраза претходних одсека. Ти се одрази употребљавају као слике, полазећи од хипотезе и прате се не до првих начела, него до закључка. Математичар прихвата троугао или круг као "хипотезе", а затим те слике користи за доношење закључка, при чему није заинтересован ни за један конкретан троугао или круг у чулном свету (нпр. за точак од кола) нити за сам цртеж овог или оног појединачног троугла или квадрата). Њега у ствари занима апстракција неке геометријске фигуре, а на основу ње он стиче разумско сазнање. Ипак, математичар нема највиши стадијум сазнања: за Платона цели бројеви граде такав низ да број 2 није сачињен од две јединице, већ представља јединствен нумерички облик. Исто тако, постоји само једна идеја круга. С друге стране, математичар, пошто се не издиже до крајњих формалних начела, бави се у ствари мноштвом двојки и мноштвом кругова. Ипак, он се не бави појединачним стварима или њиховим сенкама, него интелигибилним објектима. Највиши стадијум знања је умно сазнање (νόησις), а њихов предмет сазнања су праначела (ἀρχαί). То су Платонове форме или идеје. "Разумско сазнање" (διάνοια) и "умно сазнање" (νόησις) заједно чине горње подручје "линије знања" које се назива знаност (ἐπιστήμη) и чији сазнајни предмети јесу νοητά (дословно = оно умно).
Своје гносеолошко учење и уздизање до највишег ступња знања и истинских предмета правог сазнања Платон сликовито објашњава алегоријом пећине у седмој књизи Државе. Замислимо једну пећину која има отвор према спољашњој светлости и у којој од детињства живе људи у оковима, принуђени да увек гледају ка унутрашњем зиду пећине, тако да никад не могу видети Сунчеву светлост која допире споља. Између тих људи и отвора налази се ватра, а између њих и ватре налази се уздигнута стаза и неки зид, попут застора. Овом стазом пролазе људи који носе кипове и ликове животиња и других предмета, и то тако да предмети које они носе извирују преко ивице ниског зида или застора. Затвореници, стално окренути унутрашњем зиду пећину, не могу да виде ни једни друге ни предмете који се носе иза њих: они на унутрашњем зиду пећине виде сенке и сенке тих предмета. Они, дакле, гледају само сенке. Ови људи у пећини симболишу већину човечанства која остаје само на нивоу нагађања (εἰκασία), опажајући само сенке стварности, и притом не показују никакву жељу да побегну из своје тамнице. Ако би ипак неки одбегли заробљеник почео да се привикава на Сунчеву светлост и да гледа у конкретне ствари, чије је сенке раније једино познавао, он би људе у пећини видео у правом светлу, наиме као затворенике у оковима обмане.

## Онтологија: теорија идеја
Одушевљен Сократовим настојањима око проналажења смисла етичких појмова, Платон врло брзо долази до закључка да између јасно дефинисаног појма неке етичке норме и њене практичне реализације нема много сличности. Док је појмовно дефинисана врлина савршена, у пракси је далеко од савршенства. На исту противречност наилази и у математским и геометријским појмовима: само унутар геометрије налазе се правилни ликови, нпр. круг, троугао итд., али њих нигде у стварности нема. Зар онда није подручје појмова и идеја оно право подручје савршенства и истине, а не реалност природе и материје? Платонов одговор на то питање је позитиван: идејно подручје једино је подручје истине. У том уверењу подржало га је и искуство ранијих филозофа, који су давали приоритет умној, а не чулној спознаји. Дакле, кад год нека множина појединачних ствари има заједнички назив, она такође има и одговарајућу идеју или форму. Идеја или форма (ἰδέα или εἶδος – термини које он наизменично употребљава) јесте општа или заједничка природа или квалитет обухваћен одређеним појмом. На пример, ако једно уметничко дело сматрамо лепим, а друго не, ми такве закључке можемо доносити само зато што постоји један општи квалитет лепоте – не, дакле, пуки субјективан појам, него објективна суштина лепоте, лепота по себи (αὐτὸ ὅ ἔστι καλόν), односно идеја лепоте, у којој "има удела" ("учествује") свака конкретна, чулно опажајна ствар коју можемо сматрати "лепом". Свет идеја је битак, а материјални свет само је несавршена копија правог, истинитог света идеја.
У Гозби (210е 1–212а 7) Платон, кроз уста пророчице Диотиме, дефинише да је лепота по себи, тј. идеја лепоте, она "што је вечна и што нити постаје нити пропада, нити се множи нити нестаје; што није с једне стране лепа, а с друге ружна; нити што је данас лепа, а сутра не; нити што је према овоме лепа, а према ономе ружна; нити овде лепа, а тамо ружна, као да је само за неке лепа, а за друге ружна". Даље, та се лепота "не може исказати ни као неко лепо лице, нити као лепе руке, нити као ишта друго што припада телу; а нити као неки говор, нити као неко знање; а нити као било шта што је садржано у нечему другом, било у живом бићу, или на Земљи или на небу, било у чему другом, него као нешто што је само по себи и са собом једноврсно. Све остало што је лепо учествује у њој тако да, премда подложно настајању и нестајању, она сама нити се ишта повећава нити смањује нити се на било који други начин мења".
Из Платонових дијалога у којима се обрађује тематика света идеја, пре свега из Државе, произлази да је Платон свет идеја сасвим издвојио, трансцедентирао од чулно опажајног света. Ствари које обухватамо општим појмовима, ствари којима се, дакле, бави наука, тј. ствари које одговарају општим изразима приписавања или, данашњим језиком речено, терминима предикације, представљају објективне идеје или бивствујуће општости, које постоје у властитом трансцедентном свету, просторно одвојене од чулних ствари. С једне стране, чулне ствари су у стању сталне промене, а с друге, идеје су непроменљиве: оне нису постале, неће пропасти, оне једноставно јесу, и то одвојене једна од друге и независно од било којег мислећег ума. Да је Платон претпостављао постојање идеја у некој просторно одвојеној сфери наслућује се у његовом Федону, где каже да људска душа, пре сједињавања с телом, борави у неком преискуственом подручју у коме опажа умствене ентитете или идеје, које, како изгледа, чине мноштво одељених суштина. Стога се и сазнајни процес у начелу састоји у сећању, подсећању људске душе на те вечне суштине које је опажала у стању преегзистенције.
Наиме, то што је човек способан да разликује ствари као мање или више лепе, подразумева познавање неких мерила суштинске лепоте, познавање лепоте по себи. Али људи се не рађају са знањем бивствујућих општости: како онда они просуђују појединачне ствари са становишта општег мерила? Није ли то зато што је душа постојала и пре свог сједињења с телом и што је знање о општостима стекла у том стању преегзистенције? Из тога следи да процес истинске спознаје (у смислу уздизања до νόησις) представља у ствари процес сећања (реминисценције), где појединачни, чулно опажљиви предмети нашу душу подсећају на општа суштаства (идеје) које је раније опажала у стању преегзистенције. То све објашњава Платон у Федону као помоћ у доказивању бесмртности: наиме, ако је то све тако, не наставља ли душа истински умних људи (филозофа) да та суштаства опажа и након смрти, када више није ометана и спутана телом?

### Критика
Аристотел у Метафизици (А 987б 1–10; М 1087б 30–32) тврди да је Платон "одвајао" идеје, што Сократ није чинио. У својој критици теорије идеја Аристотел тврди да, према платоновцима, идеје постоје одвојено од чулних ствари. Али како нешто, због чега нека ствар јесте оно што јесте, може постојати одвојено од те ствари коју би својим присуством требало да чини? У Тимају Платон јасно каже да бог или "демијург" ствара чулни свет по узору на идеје. То би значило да идеје не само да постоје одвојено од чулних ствари, које су моделоване према њима, него да истовремено постоје одвојено и од бога, који их узима за свој узор. На тај начин, кажу критичари, Платон:
- подвостручава стварни свет,
- уводи мноштво бивствујућих суштина без икакве чврсте метафизичке основе, јер су оне независне чак и од демијурга,
- не успева да дефинише однос између идеја и чулних ствари, осим преко метафора као што су "подражавање" (μίμησις) или "учествовање" (μέθεξις),
- не успева да објасни међусобни однос идеја, на пример врсте према роду, па тако не проналази ни неко стварно начело јединства у мноштву идеја.

Већина приговора на теорију идеја потиче, овако прецизно формулисана, од Аристотела, али многе од њих предвидео је још сам Платон: он је сам, на пример, јасно увиђао неопходност начела јединства у мноштву идеја, и сам је покушао тај проблем да реши. Данас се, између осталога, сматра да Платон никада у ствари није хтео да каже – премда он, присиљен да говори језиком људи, користи просторну терминологију – да идеје постоје одвојено у смислу просторне одвојености, нити да оне уопште постоје на неком месту. Израз одвојено од у контексту непроменљивих бивствујућих суштина може једино значити то да идеје поседују реалност независну од чулних ствари. Даље, у том контексту трансцендентност идеја може значити само то да оне не настају и не пропадају заједно с чулним стварима које у њима учествују, а не то да идеје бораве у некој властитој небеској сфери. Најзад, идеја је нешто што је по својој бити духовно, умно, а томе напросто не припадају категорије временске и просторне раздвојености. У вези с преегзистенцијом душе у свету идеја, треба водити рачуна о томе да се Платон понекад служио митом како би пружио објашњење, вероватно не очекујући да оно буде узето с истом озбиљношћу с којом се узимају његови више "научни" аргументи. Па чак ако би душа и постојала у неком стању преегзистенције и опажала идеје, то не значи нужно, осим метафорички, да се идеје налазе на било којем месту. Поред тога, има разлога да се претпостави како "демијург" из Тимаја представља само једну хипотезу и да Платонов "теизам" не треба пренаглашавати. Према томе, Платонова "одвојеност" (χωρισμός) идеја подразумева неку њихову стварност изнад субјективне стварности апстрактног појма, неку стварност по себи, а не просторну одвојеност.
Термин и појам εἶδος уводи Платон првобитно као онтолошко утемељење етике и естетике, сасвим на трагу Сократових етичких истраживања. То је у почетку појам бременит етичким и естетским конотацијама и има статус вредносног τέλος-а: он је Добро и Лепо у Једном. Тако, без икаквих проблема можемо претпоставити идеју сличности, једног, мноштва, праведног, лепог, доброг. Али једно онтолошко начело мора се нужно универзално применити, и ту Платон увиђа одређене потешкоће, о којима расправља у Пармениду, премда без дефинитивног закључка. Када се термин "идеја" експлицитно прошири, поставља се, наиме, питање треба ли претпоставити и такве идеје као што су идеја "човека", "коња", "ватре", "воде" и слично. Платон каже да је у тим случајевима често и сам у недоумици треба ли допустити такве идеје. С друге стране, експлицитно одбацује постојање таквих идеја као што су идеје косе, прљавштине, прашине и других сличних. Признаје да је понекад "збуњен свим овим и да тада почиње да мисли како нема ничега без неке идеје", али чим дође до тог становишта, он брзо "бежи од њега", уплашен да ће "можда, упавши у неку бездан брбљарија, сасвим пропасти".

### Добро и Једно
Проблем јединства у мноштву идеја Платон је настојао решити увођењем идеје Добра, Добра по себи, односно "врховног Добра", које заузима посебно место у Држави. Ту се Добро пореди са Сунцем, које обасјава све чинећи све предмете видљивим за све и стога је на неки начин извор њихове вредности и лепоте. Добро даје бивствовање (το εἶναι) предметима сазнања, дакле идејама, и стога је свеобухватно и уједињујуће начело које надмашује чак и бивство (битак, οὐσία) по достојанству и по моћи (Реп. 509б 6–10). Добро чини да све ствари у којима се оно налази буду спознати, али из њега произлази и само њихово бивство. Добро је, дакле, за Платона једно онтолошко начело, начело бивствовања, стварно по себи и постојеће за себе. Аристотел у Метафизици јасно каже да Платон сматра како су идеје узроци штаства свих других ствари, а Једно је узрок штаства идеја. Према томе, може се закључити то да су за Платона Добро, Једно и Лепота (из Гозбе) идентични, те да интелигибилан свет идеја своје бивствовање на неки начин дугује Једном. Једно је крајње начело и извор идеја. Једно је такође у одређеном смислу и извор (мада не створитељ у времену) и божанског ума (Демијурга), који код Платона вероватно представља симбол деловања ума у космосу, односно "вероватно објашњење" (κατὰ λόγον τὸν εἰκότα) космоса.

### Дијалектика
Приступ Једном је дијалектички и постиже се "интелектом" (λόγος, Реп. 542а 5 ― б2). Као метода побијања или доказивања дијалектика је била позната и пре Платона (на пример, код побијања кретања код елејаца), али је Платон први који је ту реч употребио. Дијалектика се код Платона првобитно појављује као помоћно средство за уздизање душе на путу сазнања, од најнижег степена опажања чулних предмета, преко разумског схватања математичких и научних појмова, све до умне спознаје највишег, односно идеја и врховног Доброг, из кога све идеје произлазе, чиме се свака индивидуална душа уздиже до "учествовања" у ономе што је вечно. Такво утемељење дијалектике у доброј се мери ослања на сократовске разговоре и његову методологију "ироније" и "мејеутике".
У Гозби се даје другачији опис дијалектике као спознајне методе ка врховној Лепоти (која је, дакле, идентична са врховним Добром из Државе). Та је метода блиско повезана са љубављу, јер се она одређује као жудња за лепотом и рађање у лепоти. Први степен је стога жудња за лепим телом и у тој вези једнога са другим рађају се у души лепе мисли. Други степен је повезивање свих лепих тела у једну телесну лепоту уопште, која је у стању да се рађа у самој души, на пример у виду уметничких дела. Трећи степен јесте лепота душе, у којој се стварају снажна пријатељства. Четврти степен је откривање лепих дела у пословима и обичајима душа, а душа – жудећи за таквим лепим делима – рађа их и сама. Пети степен је лепота у наукама, у којој душа у себи рађа сазнање и разумевање свих претходних ступњева. Шести и највиши степен одређује се као љубав према мудрости, дакле као φιλοσοφία, у којој душа стиче увид у врховно лепо и добро, у Лепоту и Добро по себи.
У другим дијалозима (Софист, Државник, Парменид) приказао је Платон дијалектику и с њене логичко-техничке стране као умеће долажења до појмовног сазнања. Структуру такве дијалектике чине два основна елемента: хипотеза (ὑπόθεσις, полазни појам, односно реч или израз којим се полазни појам именује) и дијареза (διαίρεσις, разлагање или деоба). Полазни појам разлагањем се подводи под шири род или врсту, која се затим дели на своје саставне делове, односно подврсте. Наравно, оваква логичка деоба (за коју је Платон веровао да одражава ступњеве стварног бивствовања) не може ићи у бесконачност (ад инфинитум): у једном тренутку стиже се до идеје (подврсте) која не допушта даљу деобу и испод које се налазе само конкретне, појединачне ствари. Те недељиве подврсте су најниже врсте или недељиве врсте (ἄτομα εἴδη или инфимае специес). Оваквом деобом односно разлагањем идеја све до чулно опажајних предмета прибавља се повезујућа спона између невидљивих (τὰ ἀόρατα) и видљивих (τὰ ὁρατά) ствари. Како се изнад свих идеја налази врховно Добро, то је Платон сматрао да је овим решио и проблем односа између Једног (= Доброг) и чулно опажајног света који нас окружује.

## Платонова психологија
Платонова психологија (коју, наравно, треба схватити као учење о души) не представља систематски разрађену и доследно изведену целину из које би биле повучене све нужне импликације. Додатну тешкоћу представља чињеница да је ово своје учење Платон великим делом изложио кроз "митове" (углавном у Федону, Држави и Федру). Премда се никако не може рећи да је Платон те митове сматрао пуким фантазмима, не може се са сигурношћу утврдити ни то колико их дословно треба узети нити с коликим степеном озбиљности. Чини се сигурним устврдити да је Платон био непоколебљив спиритуалист: душа се јасно разликује од тела као човеков најдрагоценији посед. Даље, из онтолошког дуализма (тј. "поделе" на чулни свет и царство идеја) доследно следи психолошки дуализам: душа се одређује као "кретање које само себе може покренути" (τὴν δυναμήνην αὑτὴν κινεῖν κίνησιν) или као "извор кретања", па је стога изнад тела и управља њиме. Установљујући психолошки дуализам, међутим, Платон није настојао (или није успео) да објасни оно најважније: међусобну интеракцију душе и тела.
У Држави и Тимају налазимо учење о троделности душе, које је прихваћено од питагорејаца. Према том учењу, душу чине следећа три дела (μέρος = део, схваћен дакако као начело, функција или облик, а не као физички или материјални квалитет): умни део (τὸ λογιστικόν), срчани или вољни део (τὸ θυμοειδές) и пожудни или нагонски део (τὸ ἐπιθυμητικόν). Умни део разликује човека од животиње: то је највише формално начело душе, бесмртно и сродно божанском. Два друга "дела" душе су подложна пропадању, а од њих је племенитији вољни део, и он би требало да буде природни савезник ума, мада се среће и код животиња. Умни део душе смешта се у главу, вољни у груди, а нагонски испод појаса. Вољни део душе смештен је у прса у складу с древном традицијом која иде још од Хомера, али не може се утврдити да ли је Платон та лоцирања делова душе схватао дословно.
Платон на једном месту тврди да је душа бесмртна, а на другом (у Тимају) да је бесмртан само умни део душе. По овом другом схватању, међутим, произлазило би да су вољни и нагонски делови душе на неки начин одвојиви од разумног дела и подложни пропадању. О овим противречностима (у смислу истинског Платоновог становишта) данас се не може донети дефинитиван суд, управо зато што је његова психологија остала недоречена и незаокружена. То се у ствари може рећи за цело Платоново учење о бесмртности душе, које није доследно изведено. Треба, ипак, имати на уму да је Платонов главни интерес био етички: он наглашава да је умни део душе онај који треба да управља целином и да у њој делује као возар. Наиме, у Федру се душа пореди са запрегом: умни део душе је возар, а вољни и нагонски део су два коња, од којих је онај вољни добар, а други је рђав, па га возар често мора умиривати и усмеравати бичем. Дакле, цела Платонова психологија настала је на основу искуствене чињенице да у човеку истовремено делују сукобљени пориви.
Платон излаже шест аргумената у настојању да докаже бесмртност душе:
- Из супротног се рађа супротно: из заспалог настаје будно, из будног настаје заспало. Како су и живот и смрт супротности, те како из живота настаје смрт, то нужно следи да и из смрти настаје живот.
- Упоређујући један предмет с другим људи доносе суд да је један, на пример, лепши од другог, другим речима они исказују знање о апсолутним мерилима или нормама. Како те апсолутне норме не постоје у чулном свету, то следи закључак да их је људска душа морала опазити у неком стању преегзистенције.
- Пошто се душа може приближити невидљивим, ненасталим, непропадљивим и непроменљивим идејама, јасно је да је она сличнија идејама него чулним стварима, да је ближа оном божанском него оном смртном.
- Ако прихватимо да постоје идеје, онда је јасно да присуство једне идеје искључује присуство њој супротне идеје. Ако ватра учествује у идеји топлоте, она не може учествовати у идеји хладноће. Пошто је душа оно што јесте зато што има удела у идеји живота, из тога следи да она не може учествовати у идеји "смрти".
- Једна ствар не може пропасти због спољашњег утицаја, него само због неког зла које се налази у њој самој. Ако душа не пропада због својих властитих унутрашњих кварења, какви су "неправедност, неумереност, кукавичлук или незнање" – а знамо да зао човек може живети и дуже од доброг – њу не могу уништити ни било какви спољашњи фактори.
- Душа је "кретање које само себе може покренути", односно "извор кретања", а као почетак кретања она не може бити "настала", а нешто што је нестворено не може ни пропасти.

Свим овим аргументима могу се изнети бројни приговори, и сви се они могу релативно лако оборити. Није, најзад, сигурно колико је јак био степен Платоновог убеђења у бесмртност душе и у тврдњу да ће њен будући живот бити у складу с владањем душе "на овом свету". Платон јесте дошао до занимљивих и проницљивих психолошких запажања, али његов је интерес био првенствено етички по свом карактеру.

## Етика
Платонова је етика усмерена на постизање највишег добра, па се може сматрати еудајмонистичком. То највише добро значи развитак човека као умног и моралног бића. Добро се састоји у исправној сразмери задовољства и мудрости. Наиме, човек није "чисти ум": живот лишен задовољства не би могао да буде једино добро човека, ма како да ум представља највишу људску функцију. Исто тако, добро није ни људски живот састављен само од чулних задовољстава, у коме никакву улогу немају ни ум, ни памћење, ни сазнање, ни истинито схватање. Према томе, добар је онај живот у којем су помешане активности ума са неким задовољствима, под условом да су она нешкодљива и да се уживају умерено.
Према Платону, добар живот пре свега подразумева познавање истините врсте, безвременских и непроменљивих ствари, дакле идеја. Али не би могао преживети онај човек који је упознат само са геометријским фигурама и вечним идејама: он мора имати знање и о чулно опажајним предметима који нас окружују у свакодневном животу. Међутим, за добар живот од кључног је значаја да човек буде свестан тога да се ту ради само о "другостепеном" знању, да наиме јасно разликује опажајни свет од царства вечних идеја. Материјалном свету се, дакле, не окрећу леђа, али човек мора знати да је тај свет само копија царства вечних идеја, које се једино може истински спознати у смислу νόησις.
Мешавина задовољства и мудрости, која чини добар живот, зависи од праве мере или сразмере. Како је "сразмера" пре свега одлика нечег лепог, то се добро појављује у ствари као облик лепог, а сразмера (συμμετρία), лепо (καλόν) и истина (ἀλήθεια) биће три одлике онога што је добро. Прво се место даје "правовремености" (τὸ καιρόν), друго сразмери, лепоти или потпуности, треће уму у разборитости, четврто наукама, вештинама и исправним мнењима, пето задовољствима која у себи не садрже бол, а шесто умереном задовољавању пожуде која је нешкодљива. Наравно, највише добро (суммум бонум) подразумева спознавање бога, односно човеково настојање да постане сличан богу, онолико колико је то човеку уопште могуће. Сличност богу ту значи постати праведан уз помоћ разборитости.
Платон је заступао Сократово схватање да су врлина и знање изједначени. Мудро је тежити ономе што је добро и корисно, а неразборито је ићи за оним што је штетно. Постоје различите врлине, према предмету и према томе из којег дела душе извиру, али све те различите врлине творе јединство јер представљају изразе једног истог знања о добру и злу. Разне врлине су, дакле, сједињене у разборитости, односно у познавању онога што је истински добро за човека. Ако је то тако, ако је разборитост или знање исто што и врлина, онда се врлина може истински спознати, тј. научити. Наиме, Платон је сматрао да чулни свет није истински предмет наше спознаје: истински се може спознати само безвременски, ненастали и непропадљиви свет идеја. Према томе, учење да врлина јесте знање представља израз чињенице да добро није само релативан појам, него да се тиче нечега по себи што се не мења. Иначе добро не би могло бити предмет знања.
Платон је сматрао да нико не чини зло намерно, односно да нико не чини зло а да притом зна да то што чини јесте зло. Када неко бира оно што де фацто јесте зло, он то бира зато што то нешто замишља као добро, он упркос свом знању бира нешто се појављује као непосредно добро или као нека краткорочна корист, као нешто што он сматра да је у неком погледу добро. Дакле, чак и у том случају присутан је аспект "доброте" (тј. корисности или пожељности). Међутим, Платон за таквог човека успоставља принцип моралне одговорности: човек који, упркос свом знању, бира нешто што је по себи зло, одговоран је зато што је допустио страстима да му помуте разум и замраче његово властито знање.
Према Платону (4. књига Државе) постоје четири темељне врлине: мудрост (σοφία), одважност или храброст (ἀνδρεία), умереност (σωφροσύνη) и праведност (δικαιοσύνη). Мудрост је врлина умног дела душе, храброст срчаног или вољног дела, док се умереност састоји у јединству вољног и нагонског дела. Праведност се појављује као општа врлина, која настоји да сваки део душе обавља свој "задатак" у општем складу. Задовољство је, дакле, подређено добру, а ум се појављује као судија задовољствима тако да допушта само она која су нешкодљива и која су сагласна са складом и устројством душе и тела.

## Политичка филозофија
На темељу својих епистемолошких начела (истински се може спознати само оно што јесте), онтолошких (оно што јесте су вечне идеје, чије је крајње начело Једно или Добро), психолошких (умни део душе треба да управља осталим деловима) и етичких (добро или врлина је знање које се може научити), изводи Платон своју политичку филозофију. Наравно, Платона не интересује ниједна постојећа држава, на пример спартанска, атинска или персијска: у његовој теорији државе испитује се у ствари каква би требало да буде држава, испитује се држава по себи, таква држава да у њој "имају удела" (μέθεξις) оне идеје које се именују као "праведно по себи", "добро по себи" и "лепо по себи". Премда у Законима Платон донекле чини уступке могућностима практичне реализације, њега основна оријентација остаје и у том делу које је написао у позно доба свога живота: треба пронаћи идеалну државу, као узор према којем свака конкретна држава треба да буде моделована, а ако постојеће државе не одговарају идеалу, тим горе по те државе. Политичкој филозофији посвећена су три дијалога: Држава, Државник и Закони.

### Држава
У Држави започиње расправа о томе шта је праведност: сви говоре о томе да треба живети и поступати праведно, али зна ли неко шта је у ствари праведност? Сократ, који води дијалог у овом спису, препоручује да се прво испита шта је праведност онако како она постоји у држави, јер ће тако она иста слова правде видети "исписана крупније и на већој табли", па ће се онда лакше прећи на утврђивање правде и код појединца, "трагајући за сличношћу већег у облику мањег" (Реп. 368е 2–369б 4). Из овога се јасно види да је Платон сматрао како и за појединца и за државу важи један исти апсолутни морални закон: он није сматрао да је држава неки организам који треба да се развија без поштовања моралног закона, као арбитар у питањима исправног и погрешног, него да она у свему мора бити устројена у складу с општим моралним начелом.
Држава постоји да би служила потребама људи. Људи се морају ослањати на помоћ и сарадњу других људи у производњи животних потрепштина. Зато се људи окупљени на једном месту као сарадници "и то заједничко станиште ми називамо државом" (Реп. 369ц 1–4). Тако Платон сматра да држава настаје из економских потреба људи. Међутим, неће сви људи радити све послове, него ће свако обављати оно за шта је способан: тако настају различита занимања, јер свако треба да доприноси заједници на различите начине. Али порастом становништва постојеће подручје постаће недовољно, и зато ће му се морати припојити мало територије од суседа. Тако порекло рата налази Платон у демографско-економским узроцима.
Савршена држава мора бити праведна. За разлику од софиста, који сматрају да је свака "правда" само израз онога ко је тренутно на власти (монарха, тиранина, олигарха, демоса), па да је према томе сваки закон истовремено и праведан и неправедан, Платон устврђује – доследно се придржавајући своје теорије идеја као бивствујућих општости – да праведност по себи мора постојати. Држава која садржи у себи такву праведност мора, прво, бити таква да задовољава интересе свих, а не само једног дела друштва и, друго, не може се заснивати на одлукама већине, него оних који поседују истинско умно знање (νόησις).
Платонова етика је социјална, тј. не ради се о срећи појединца, него о срећи човека по себи, односно о срећи свих људи. Та се пак срећа може постићи само у идеалној – савршеној држави, какву нам описује Платон у својој Држави. Због тога је његова етика уско повезана с политиком. Животне прилике у идеалној држави морају бити уређене по начелу моралне одређености појединца. Зато према три дела душе морају бити у држави три сталежа: 1) владари или управљачи (умни део душе), који одређују законе и начела управе; 2) војници или чувари државе (вољни део душе), који пазе на спровођење закона и штите државу од непријатеља; 3) занатлије – земљорадници и занатлије (нагонски део душе), који стварају материјална добра. Држава постаје савршена праведношћу, а она се састоји у томе да сваки од три сталежа врши савесно своју дужност и то одвојено од друга два сталежа. Распоред људи међу три сталежа није заснован на пореклу или ма каквој њиховој спољашњој одлици, већ искључиво на њиховој способности сазнања, односно на њиховом таленту.
Владари (управљачи) државе бирају се већ у најранијој младости међу децом из сталежа чувара. Они ће бити школовани не само у области музике и гимнастике (као и остала два сталежа), него и у математици и астрономији. Њима математика није потребна да би се оспособили за извођење прорачуна (као трговци), него за схватање умних ствари, да би могли да се окрену од "настајања ка истини и битку" (Реп. 525б 11–ц 6). То је све увод у дијалектику, у којој се кандидат почиње обучавати око тридесете године живота, и којом човек започиње откривање чистог битка, чисто умним сазнањем, без икакве помоћи чула, све док се не дође до добра по себи. Тако се будући владар успиње преко свих лествица "линије спознаје". Након пет година изучавања дијалектике, кандидат се враћа међу чуваре државе, да би стекао неопходно животно искуство и да би се доказао суочен са различитим искушењима. Након петнаест година, када напуни педесет година живота, он постаје управљач државе, и то не зато што би то хтео, него по нужди, те уређује државу и њом управља користећи као узор само добро по себи, истовремено васпитавајући нове нараштаје будућих владара. У Седмом писму (Еп. 325д 6–326б 4) Платон каже (а то је његова чувена теза о филозофима-владарима): "Људски род се неће решити несрећа све док род оних који се исправно и истински баве филозофијом не дође на власт или док они који имају власт не почну да се истински баве филозофијом".
Устав Платонове државе је аристократски и у многим аспектима, свакако с данашњег становишта, тоталитаран: власт припада најбољима, умним људима који поседују врлину – филозофима. Прва два сталежа стварају породицу чувара. Појединац се у таквој држави сасвим губи. Држава управља читавим животом грађана, укида се приватно власништво, рађањем и васпитавањем деце управља такође држава. Према начелима еугенике, брак грађана биће под надзором државе, посебно међу два виша сталежа. Брак служи томе да се добије најбоље могуће потомство, које ће одгајати држава. Породице нема, већ постоји заједница жена и деце. То начело спроведено је само за прва два сталежа. Трећи пак сталеж препуштен је сам себи. Он је извршио своју дужност ако је створио материјалну подлогу и ако слуша чуваре, али не учествује у државној управи. Истовремено, међутим, у идеалној држави оба пола су равноправна: Платон признаје да су жене физички слабије од мушкараца, али зато тврди да су по умним способностима сасвим једнаке с њима. Стога су и женама доступна сва занимања, чак и рат, а добро оспособљене жене биће укључене у службене дужности чувара државе.
Пошто је у идеалној држави целокупно образовање засновано на начелима истине и добра, у њој не може бити места за епске песнике и драматичаре. Платон наравно није слеп за лепоте Хомерових епова и Софоклових трагедија: управо зато што се песници служе лепим језиком и сликовитим представама, они и јесу тако опасни. А опасни су с етичког становишта, због начина на који говоре о боговима, због начина на који сликају своје распојасане ликове и слично. Платон допушта да би у државу можда требало пустити неке песнике, али само оне који стварају примере добрих моралних ликова.

### Државник
У Државнику се тврди да је најбољи облик владавине онај у коме владар (или владари) доноси законе за сваки појединачни случај. Међутим, то би од владара захтевало више божанско него људско знање, па се прелази на разматрање конкретних облика владавине који су реално постојећи. Од уређених и добрих владавина најбоља је, према Платону, монархија, тј. владавина једног, друга најбоља је олигархија, тј. владавина неколицине, а најгора је демократија, тј. владавина мноштва. Обратно, ако се погледају лоше владавине, онда је најгора владавина једног, тј. тиранија (јер она може проузроковати највише штете), друга најгора владавина је владавина неколицине, а најмање лоша је владавина мноштва. Дакле, демократија је, према Платону, "од свих законитих владавина најгора, а најбоља од свих противзаконитих" (Пол. 303а 2–8), и то зато што је она у свему слаба и немоћна, па није способна ни за неко велико добро ни за неко велико зло.

### Закони
У Законима Платон чини уступке реалности, односно могућностима практичне реализације своје идеалне државе. Он, дакле, описује како би требало да изгледа једно практичније, друго најбоље државно уређење. Платон је ту свакако под утицајем својих личних искустава, како властитих политичких настојања у Сиракузи, тако и политичко-економског развитка атинскога полиса од земљорадничке заједнице до трговачко-поморске велесиле хеленскога света.
Пре свега – каже Платон – идеални полис требало би да буде удаљен од мора најмање осамдесет стадијума, како би се осигурало да он буде земљорадничка а не трговачка заједница, тј. да буде заједница која производи, а не она која увози. Близина мора, наиме, проузрокује жељу за стицањем новца, што пак у људској души рађа нечасне и непостојане навике. Из истог разлога држава треба да има новац који ће важити само за њене грађане, а не и ван њихове заједнице. Даље, у идеалној држави нема места ни тиранији, ни олигархији, ни демократији: сви ови облици владавине подједнако су лоши, јер им заједничко то што доносе законе само за добробит свог сталежа, а не целе државе. Владавину не треба поверити некоме због његовог порекла или имовинског стања, него искључиво због његовог личног карактера и доказане способности управљања. Држава постоји зато да би људима осигурала вођење исправног живота, а за такав живот највећи значај има неговање душе. Број грађана у идеалном полису ограничава Платон на 5.040, премда даље каже да у граду треба да постоји 5.040 кућа, што би значило да се ради о броју породица, а не грађана.
Платон нашироко говори о постављању и дужностима разних државних службеника. Ту је 37 чувара закона (νομοφύλακες) који морају имати између 50 и 70 година живота; веће од 360 чланова; одређени број повереника који ће водити бригу о музици и гимнастици, али од којих је најважнији повереник задужен за образовање, који ће се бринути о мушкој и женској омладини; веће надзорника (εὔθυνοι) које ће прегледати послове чиновника по истеку њихове службе; ноћно веће које ће се састајати рано изјутра пре почетка дневних послова и које ће надгледати устав. Постојаће и одбор жена који ће надгледати брачне парове у периоду од десет година након склапања брака. Мушкарци ће у брак ступати у доби између 30. и 35. године живота, а жене између 16. и 20. године. С обзиром да је функција брака то да "држави подаре што лепше и боље потомство" (Ном. 783д 8–е 1), супружници треба да се раставе уколико након десет година након склапања брака не добију децу.
Васпитању деце посвећује се велика пажња. Од треће до шесте године дечаци и девојчице играће се заједно, а затим ће даље образовање наставити одвојено, премда Платон и даље не одустаје од става да девојчице треба да имају мање-више исто образовање као дечаци. Образовање ће се састојати у поучавању гимнастике, музике (постојаће државна антологија стихова), аритметике, астрономије итд. Даље Платон излаже различите законе о религији, земљорадњи, кривичном праву. У вези с овим последњим, он каже да приликом кажњавања прекршилаца закона треба водити рачуна и о психолошком стању починиоца, те да ли је дело почињено "озбиљно или у детињој лакомислености". Његово разликовање између штете (βλάβη) и неправде (ἀδικία) као да антиципира касније правно разликовање између грађанског и кривичног права.
Грађани Платонове државе неће смети да путују у иностранство без одобрења државе, а и тада само ако су напунили четрдесет година живота. А они који оду у иностранство по повратку ће "учити млађе како установе других држава заостају за њиховима" (Ном. 951 а 2–4). Истовремено, држава ће у друге државе слати "посматраче" не би ли тамо видели нешто корисно што се може усвојити и код куће. Ти ће посматрачи имати између 50 и 60 година живота и по повратку у домовину поднеће извештај "ноћном већу". Држава ће, наравно, надгледати и странце који долазе из туђине.

### Ропство
У својим гледиштима према институцији ропства Платон углавном заостаје чак и у односу на савремену атинску праксу. Пре свега, он у потпуности прихвата установу ропства: роб је господарева својина која се може отуђити (Ном. 776б 5–ц 3). Међутим, док је атински закон дете рођено у вези између слободног човека и робиње сматрао слободним грађанином, Платон одређује да таква деца увек треба да припадну господару робиње. Надаље, он чак не пружа робовима ни ону заштиту коју им је додељивао атински закон и који је предвиђао да ће се судски гонити господар који према робу исказује обест (ὕβρις). У Платоновој држави заштита за роба постоји само у вези с његовим јавним својством и утолико уколико је господарев однос према робу значајан за етички развитак самог господара. На пример, убиство роба извршено како би се роба спречило да достави информације о некој повреди закона сматраће се једнаким убиству слободног грађанина. Такође, премда "свака реч упућена робу треба да садржи неко наређење", према робовима треба поступати добро, првенствено ради нас самих: истински поштовалац правде открива се, наиме, у свом поступању према онима према којима се без опасности може бити неправедан.

### Рат
Платон се дотакао и филозофије рата. На тезу да се свака држава налази у природном стању рата против сваке друге државе, у необјављеном рату али рату који свеједно увек траје, Платон одговара, прво, да ће, што се тиче грађанског рата, најбољи законодавац увек настојати да спречи да до њега дође, а ако до њега дође, настојаће да сукобљене стране помири трајним пријатељством, и да ће, што се међудржавног рата тиче, увек тежити ка најбољем, а то је добробит државе, осигуране у миру и добровољно. Према томе, Платон одбацује тезу да државничко управљање постоји ради рата, наиме да мир постоји ради рата, већ напротив, да ако треба водити рат, то ће бити једино ради мира. Платон, дакле, није могао бити никакав милитариста: то му, најзад, нису могла дозволити ни његова етичка стајалишта. Он каже, наиме, да многи због својих победа постају обесни, а та обест постаје извор осталих порока.

## Физика
Своју физику излаже Платон у Тимају, који је замишљен као први део трилогије, у којој би још били дијалози Критија и Хермократ. Тимај је написан као целовито дело, Критија се изненада прекида, а Хермократ никада није ни написан. Тимај описује стварање материјалног света и настанак човека и животиња, Критија прича мит о томе како је у прадавној прошлости Атина поразила моћну Атлантиду, а затим и сама била уништена потопом и земљотресом, док је Хермократ можда требало да се бави поновним рађањем образованости у Грчкој те да изнесе Платонове предлоге за будуће реформе. Уколико је то тачно, онда је у ствари Платон много тога што је намеравао да каже у Хермократу рекао у Законима. Тимај је тако представљао неки физикални увод у два политичко-етичка дијалога.
Платон се одлучује на излагање физикалних теорија, прво, зато што је на њега утицало све веће интересовање у Академији за науку уопште и, друго, зато што је морао да каже нешто о материјалном свету, јер су то захтевале особене одлике Платонове теорије идеја. Питагорејци су сматрали да су ствари бројеви, а Платон да ствари учествују у идејама (задржавајући свој дуализам), па је морао да пружи неко објашњење о томе како долази до тог учествовања.
Међутим, каже Платон, свако објашњење материјалног света може бити само "вероватно објашњење" (εἰκότες λόγοι), пре свега зато што ми "имамо људску природу", а затим и зато што су предмети у природи само копија идеја, они су у сталном настајању и пропадању, па се према томе не могу истински и поуздано спознати и објаснити. Стога физика за Платона не може бити егзактна наука, већ се мора задовољити тиме да пружа мање или више вероватне интерпретације.
Према Платону, материјални свет је настао, а све што настаје – настаје од неког узрока. Тај узрок је демијург или "божански занатлија". Он је "захватио" све што је било у хаотичном кретању и то довео у ред према једном и вечном идеалном узору, обликујући свет тако да он постане једно видљиво живо биће обдарено душом и умом, по узору на идеално живо биће које у себи садржи облике: род небеских богова, крилати род, водени род и копнени род. Мотив демијурга на обликовање света јесте то да би све било што сличније њему и јер је "ред бољи од нереда". Демијург је притом ограничен грађом коју има на располагању, али он чини најбоље што може и обликује свет "што је могуће лепше и боље" (Тим. 29ц 3–30а 6). Демијург, међутим, није никакав бог-створитељ, свакако ни приближно онако како се схвата у хришћанској теологији: он користи грађу која већ постоји, он је не ствара из ничега (еx нихило), он је штавише и сам ограничен њоме. Према томе, демијург представља један божански Ум (Νοῦς). Свет који обликује настаје као мешавина из споја нужности и ума. Атомистичке теорије Демокрита, и касније Епикура, кажу да се материјални свет гради случајним сударом атома, а у таквој случајности мора бити присутна и димензија нужности јер се одређено кретање мора довести у везу с претходним кретањем другог аутома. Ту случајну или нужну творбу назива Аристотел самониклошћу (αὐτοματόν). Према Платону, међутим, у обликовању свету учествује и ум, који уводи сврху. Овај приказ настанка света свакако није дат у времену, већ је описан само у циљу објашњења: демијург је симбол умности.
Платон од пресократоваца прихвата постојање четири основна елемента (земља, ваздух, ватра и вода), али он их не може сматрати истинским бивством, јер се налазе у стању сталне промене, настајања и пропадања, па о њима говори као о својствима. Та се својства појављују у "приматељици", "некој невидљивој врсти, безобличној, свепримајућој, на неки загонетан и тешко разумљив начин суделујућој у умном" (Тим. 51а 7–б 1). Простор или приматељка, дакле, није материја од које потичу првобитна својства, него оно у чему се они појављују као настали. Последњи елементи тако обликованог космоса су, према Платону, геометријске фигуре, и то троуглови. Од њих су сачињени правилни полиедри: тетраедар, октаедар, икосаедар (чији обим сачињава 20 троуглова), хексаедар (коцка) и додекаедар (чији обим сачињавају 12 троуглова). Ови су правилни полиедри, којих не може бити више од пет, касније названи "пет Платонових тела". Прва четири доводе се у везу с четири основна елемента: ватри, ваздуху, води и земљи (истим редом како је наведено). Додекаедар се пак узима као облик космоса. Из ових основних тела и честица настају сви други облици и тела. Како би овако обликован космос учинио још сличнијим себи, демијург обликује и неку "покретну слику вечности, која борави у једном и протиче према броју, и то је оно што називамо временом". Време је, дакле, кружно кретање сфере, а Сунце је дато као јединица времена.
На измаку античког доба, неки Калцидије (Калцидиус или Цхалцидиус) почетком 4. века н. е. превео је на латински језик већи део Платоновог дијалога Тимај написавши и своје коментаре уз тај превод. Тако је Платон на латинском Западу вековима, када је на Западу грчки језик био заборављен, био познат само као писац Тимаја.

## Естетика
Платонова теорија о лепом дата је само у контурама и без неког коначног одређења. Платон је несумњиво сматрао лепоту објективно постојећем: и у Хипији Већем и у Гозби каже се да све лепе ствари јесу лепе по свом учествовању (μέθεξις) у лепоти самој, апсолутној лепоти, лепоти по себи. А та је лепота она "што је вечна и што нити постаје нити пропада, нити се множи нити нестаје" итд., како је већ раније наведено. Пошто свака чулно опажајна ствар у већој или мањој мери учествује у апсолутној лепоти, то мора постојати и својеврсна лествица лепоте, чиме Платон уводи појам релативности. Наиме, једна посуда од злата биће ружна у односу на лепу жену, а ова ће бити ружна у односу на богињу. Међутим, Платоново увођење апсолутне, натчулне лепоте отежало је проналазак једне опште дефиниције лепоте која се може применити на лепо у свим његовим појавним облицима. У Хипији Већем предлаже се дефиниција да је лепо оно што је корисно, али Сократ у наставку дијалога захтева да се одреди да ли оно што је "корисно" служи за добру или лошу сврху или за обе. Осим тога, ако је лепо нешто што је корисно, макар то било добро, онда лепо на неки начин производи добро, чиме се између Лепог и Доброг успоставља узрочно-последични однос, што свакако није било у складу с Платоновим онтолошким поистовећивањем Доброг и Лепог. Платон није успео да пружи дефиницију која би објединила чулну лепоту, која приказује, и натчулну лепоту, која се приказује. Можда је најближе таквој дефиницији оно што се каже у Филебу (Пхилеб. 64ц 6–7), да се наиме „мера (μετριότης) и сразмера (συμμετρία) свуда заиста јављају“ као „лепота и врлина“, дакле да се лепота увек састоји у мери и сразмери.
И теорија уметности дата је код Платона само у општим цртама и може се, укупно узевши, сматрати незадовољавајућом, пре свега зато што Платон не уочава (или барем о томе не говори) искључиво безинтересни карактер естетског опажања као таквог. Њега, наиме, уметност занима само утолико уколико је значајна по свом васпитном и моралном учинку. Целокупна Платонова теорија о уметности, онако како се у контурама појављује у Држави и Законима, доследно је изведена из његових онтолошких и етичких поставки. Пре свега, цела уметност је подражавалачка: идеје су оно узорно, праоблик и истинско бивство, чулно опажајни предмет стварног света само је несавршен преслик и подражавање (μίμησις) идеје, а насликан човек, на пример, није ништа друго до одраз природног човека, дакле одраз одраза, сенка стварности. Према томе, уметниково дело двоструко је удаљено од истине и, у односу на "линију спознаје", одговара му подручје "нагађања" (εἰκασία). У Законима Платон донекле ублажава свој став о уметности (у Држави је протерао све епске песнике и драматичаре, премда је сам свакако био свестан вредности њихових дела), али не одступа од суда о миметичком карактеру уметности. Он сада допушта неку врсту уметности, пре свега дакако музику, али под условом да је подражавање "истинито", а то се може постићи ако уметност подражавану ствар приказује најбоље што може. Ту се, дакако, не ради о неком "фотографском" пресликавању: подражавање је ту творевина уобразиље и маштовит симболизам, а управо због тога што се њиме не тврди ни истинитост ни лажност, оно се обраћа осећајном делу људске душе. Због тога ће се дозволити разне уметности, под условом да су подређене својој васпитној функцији, а то је пружање корисне насладе, "корисне" јер се ради о "истинитом подражавању".

## Значај и утицај
Платон је један од највећих филозофа, који се налази у врху европске и светске филозофске мисли. Он је сјединио генијалне мисли и анализе са фантастичним спекулацијама и утопијама. Платонова теорија идеја и дијалектика којом се постиже истинско знање представљају неоспоран допринос науци уопште, а науци о мишљењу – логици – посебно. Платонова проучавања природе и космолошка схватања, опште узев, имају можда помало мистички карактер те заостају за природословним истраживањима Демокрита и других пресократских материјалиста. Па ипак, Платон је своју физику доследно изводио из својих онтолошких и гносеолошких учења. Премда није оставио заокружен, завршен и прецизно објашњен систем, он је ипак творац прве консеквентне филозофске мисли, у којој из онтолошких начела следи доследно објашњење свих аспеката живота. Платонова теорија државе може данас изгледати као настојање у правцу изградње једног тоталитарног система, али и она је консекветно изведена из његове онтологије, а и данас се налази у центру пажње савремене политичке филозофије.
Платоново учење неговано је вековима у његовој Академији, све до њеног затварања 529. године ст. е. по наређењу цара Јустинијана. Преко неоплатоничара извршио је утицај и на период формирања средњовековне мисли. У време ренесансе Платоновска академија у Фиренци настојала је обновити Платонову баштину, а утицај платонске идеалне државе може се запазити и у спису Утопија Томаса Мора, као и у делу Град сунца Томаза Кампанеле. Што се савременог доба тиче, Платонов утицај можда није тако видљив као раније, али он остаје зачетник сваке спиритуалистичке филозофије и сваког објективног идеализма. Платонизам – било да се према њему заузима позитиван став, било да се он одбацује у целини или у појединостима – ни данас не престаје бити инспирација многим мислиоцима.

### Примарна литература (Грчка и римска)
- Laërtius, Diogenes (1925). „Plato”. Lives of the Eminent Philosophers. 1:3. Превод: Hicks, Robert Drew (Two volume изд.). Loeb Classical Library.
- Plato. Charmides. Jowett, Benjamin (translator)  — преко Викизворника. See original text in Perseus program.
- Plato. Gorgias. Jowett Benjamin (translator)  — преко Викизворника. See original text in Perseus program.
- Plato (1903). Parmenides. Превод: Burnet, John. Oxford University. republished by: Crane, Gregory (ур.). „Perseus Digital Library Project”.
- Plato. The Republic. Jowett Benjamin (translator)  — преко Викизворника. See original text in Perseus program.
- Plutarch (1683) [written in the late 1st century]. „Pericles”. Lives. Dryden, John (translator)  — преко Викизворника. See original text in Perseus program.
- Younger, Seneca the. Moral Letters to Lucilius: Letter 58. Translated by Richard Mott Gummere  — преко Викизворника. See original text in Latin Library.
- Thucydides. History of the Peloponnesian War. Crawley, Richard (translator)  — преко Викизворника., V, VIII. See original text in Perseus program.

### Секондарна литература
- Albert, Karl (1980). Griechische Religion und platonische Philosophie. Hamburg: Felix Meiner Verlag.
- Albert, Karl (1996). Einführung in die philosophische Mystik. Darmstadt: Wissenschaftliche Buchgesellschaft.
- Allen, Michael J. B. (1975). „Introduction”. Marsilio Ficino: The Philebus Commentary. University of California Press. стр. 1—58.
- Baird, Forrest E.; Kaufmann, Walter, ур. (2008). Philosophic Classics: From Plato to Derrida (Fifth изд.). Upper Saddle River, New Jersey: Pearson Prentice Hall. ISBN 978-0-13-158591-1.
- Blackburn, Simon (1996). The Oxford Dictionary of Philosophy. Oxford University Press.
- Bloom, Harold (1982). Agon. Oxford: Oxford University Press.
- Blössner, Norbert (2007). „The City-Soul Analogy”.  Ур.: Ferrari, G. R. F. The Cambridge Companion to Plato's Republic. Translated from the German by G. R. F. Ferrari. Cambridge University Press.
- Borody, W. A. (1998). „Figuring the Phallogocentric Argument with Respect to the Classical Greek Philosophical Tradition”. Nebula, A Netzine of the Arts and Science. 13: 1—27.
- Boyer, Carl B. (1991).  Merzbach, Uta C., ур. A History of Mathematics (2nd изд.). John Wiley & Sons. ISBN 978-0-471-54397-8.
- Brandwood, Leonard (1990). The Chronology of Plato's Dialogues. Cambridge University Press.
- Brickhouse, Thomas; Smith, Nicholas D.  Fieser, James; Dowden, Bradley, ур. „Plato”. The Internet Encyclopedia of Philosophy. Приступљено 3. 4. 2014.
- Browne, Sir Thomas (1672). „XII”. Pseudodoxia Epidemica. IV (6th изд.).
- Brumbaugh, Robert S.; Wells, Rulon S. (1989). „Completing Yale's Microfilm Project”. The Yale University Library Gazette. 64 (1/2): 73—75. JSTOR 40858970.
- Burnet, John (1911). Plato's Phaedo. Oxford University Press.
- Burnet, John (1928a). Greek Philosophy: Part I: Thales to Plato. MacMillan.
- Burnet, John (1928b). Platonism. University of California Press.
- Cairns, Huntington (1961). „Introduction”.  Ур.: Hamilton, Edith; Cairns, Huntington. The Collected Dialogues of Plato, Including the Letters. Princeton University Press.
- Burrell, David (1998). „Platonism in Islamic Philosophy”.  Ур.: Craig, Edward. Routledge Encyclopedia of Philosophy. 7. Routledge. стр. 429—430.
- Cooper, John M.; Hutchinson, D. S., ур. (1997). Plato: Complete Works. Hackett Publishing.
- Dillon, John (2003). The Heirs of Plato: A Study of the Old Academy. Oxford University Press.
- Dodds, E. R. (1959). Plato Gorgias. Oxford University Press.
- Dodds, E. R. (2004) [1951]. The Greeks and the Irrational. University of California Press.
- Dorter, Kenneth (2006). The Transformation of Plato's Republic. Lexington Books.
- Einstein, Albert (1949). „Remarks to the Essays Appearing in this Collective Volume”.  Ур.: Schilpp. Albert Einstein: Philosopher-Scientist. The Library of Living Philosophers. 7. MJF Books. стр. 663—688.
- Fine, Gail (1979). „Knowledge and Logos in the Theaetetus”. Philosophical Review. 88 (3). Reprinted in Fine 2003.
- Fine, Gail (1999a). „Selected Bibliography”. Plato 1: Metaphysics and Epistemology. Oxford University Press. стр. 481—494.
- Fine, Gail (1999b). „Introduction”. Plato 2: Ethics, Politics, Religion, and the Soul. Oxford University Press. стр. 1—33.
- Fine, Gail (2003). „Introduction”. Plato on Knowledge and Forms: Selected Essays. Oxford University Press.
- Gadamer, Hans-Georg (1980) [1968]. „Plato's Unwritten Dialectic”. Dialogue and Dialectic. Yale University Press. стр. 124-155.
- Gadamer, Hans-Georg (1997). „Introduzione”.  Ур.: Girgenti, Giuseppe. La nuova interpretazione di Platone. Milan: Rusconi Libri.
- Gaiser, Konrad (1980). „Plato's Enigmatic Lecture 'On the Good'”. Phronesis. 25 (1): 5—37. ISSN 0031-8868. doi:10.1163/156852880x00025.
- Gaiser, Konrad (1998).  Reale, Giovanni, ур. Testimonia Platonica: Le antiche testimonianze sulle dottrine non scritte di Platone. Milan: Vita e Pensiero. First published as "Testimonia Platonica. Quellentexte zur Schule und mündlichen Lehre Platons" as an appendix to Gaiser's Platons Ungeschriebene Lehre, Stuttgart, 1963.
- Gomperz, H. (1931). „Plato's System of Philosophy”.  Ур.: Ryle, G. Proceedings of the Seventh International Congress of Philosophy. London. стр. 426—431. Reprinted in Gomperz, H. (1953). Philosophical Studies. Boston: Christopher Publishing House. стр. 119—24..
- Grondin, Jean (2010). „Gadamer and the Tübingen School”.  Ур.: Gill, Christopher; Renaud, François. Hermeneutic Philosophy and Plato: Gadamer's Response to the Philebus. Academia Verlag. стр. 139—156.
- Guthrie, W.K.C. (1986). A History of Greek Philosophy: Volume 4, Plato: The Man and His Dialogues: Earlier Period. Cambridge University Press. ISBN 978-0-521-31101-4.
- Hasse, Dag Nikolaus (2002). „Plato arabico-latinus”.  Ур.: Gersh; Hoenen. The Platonic Tradition in the Middle Ages: A Doxographic Approach. De Gruyter. стр. 33—66.
- Irwin, T. H. (1979). Plato: Gorgias. Oxford University Press.
- Irwin, T. H. (2011). „The Platonic Corpus”.  Ур.: Fine, G. The Oxford Handbook of Plato. Oxford University Press.
- Jones, Daniel (2006).  Roach, Peter; Hartman, James; Setter, Jane, ур. Cambridge English Pronouncing Dictionary (17 изд.). Cambridge University Press.
- Kahn, Charles H. (1996). Plato and the Socratic Dialogue: The Philosophical Use of a Literary Form. Cambridge University Press. ISBN 978-0-521-64830-1.
- Kierkegaard, Søren (1992). „Plato”. The Concept of Irony. Princeton University Press. ISBN 978-0-691-02072-3.
- Krämer, Hans Joachim (1990).  Catan, John R., ур. Plato and the Foundations of Metaphysics: A Work on the Theory of the Principles and Unwritten Doctrines of Plato with a Collection of the Fundamental Documents. State University of New York Press. ISBN 978-0-7914-0433-1.
- Lee, M.-K. (2011). „The Theaetetus”.  Ур.: Fine, G. The Oxford Handbook of Plato. Oxford University Press. стр. 411—436.
- Kraut, Richard (11. 9. 2013).  Zalta, Edward N., ур. „Plato”. The Stanford Encyclopedia of Philosophy. Stanford University. Приступљено 3. 4. 2014.
- Lackner, D. F. (2001). „The Camaldolese Academy: Ambrogio Traversari, Marsilio Ficino and the Christian Platonic Tradition”.  Ур.: Allen; Rees. Marsilio Ficino: His Theology, His Philosophy, His Legacy. Brill.
- Meinwald, Constance Chu (1991). Plato's Parmenides. Oxford: Oxford University Press.
- McDowell, J. (1973). Plato: Theaetetus. Oxford University Press.
- McEvoy, James (1984). „Plato and The Wisdom of Egypt”. Irish Philosophical Journal. Belfast: Dept. of Scholastic Philosophy, Queen's University of Belfast. 1 (2). ISSN 0266-9080. Архивирано из оригинала 5. 12. 2007. г. Приступљено 3. 12. 2007.
- Montoriola, Karl Markgraf von (1926). Briefe Des Mediceerkreises Aus Marsilio Ficino's Epistolarium. Berlin: Juncker.
- Nails, Debra (2002). The People of Plato: A Prosopography of Plato and Other Socratics. Hackett Publishing. ISBN 978-0-87220-564-2.
- Nails, Debra (2006). „The Life of Plato of Athens”.  Ур.: Benson, Hugh H. A Companion to Plato. Blackwell Publishing. ISBN 978-1-4051-1521-6.
- Nietzsche, Friedrich Wilhelm (1967). „Vorlesungsaufzeichnungen”. Werke: Kritische Gesamtausgabe (in German). Walter de Gruyter. ISBN 978-3-11-013912-9.
- Notopoulos, A. (1939). „The Name of Plato”. Classical Philology. The University of Chicago Press. 34 (2): 135—145. doi:10.1086/362227.
- Penner, Terry (1992). „Socrates and the Early Dialogues”.  Ур.: Kraut, Richard. The Cambridge Companion to Plato. Cambridge University Press. стр. 121—169.
- „Plato”. Encyclopaedia Britannica. 2002.
- „Plato”. Encyclopaedic Dictionary The Helios Volume XVI (in Greek). 1952.
- „Plato”. Suda. 10th century.
- Popper, K. (1962). The Open Society and its Enemies. 1. London: Routledge.
- Press, Gerald Alan (2000). „Introduction”.  Ур.: Press, Gerald Alan. Who Speaks for Plato?: Studies in Platonic Anonymity. Rowman & Littlefield. стр. 1—14.
- Reale, Giovanni (1990).  Catan, John R., ур. Plato and Aristotle. A History of Ancient Philosophy. 2. State University of New York Press.
- Reale, Giovanni (1997). Toward a New Interpretation of Plato. Washington, D.C.: CUA Press.
- Riginos, Alice (1976). Platonica : the anecdotes concerning the life and writings of Plato. Leiden: E.J. Brill. ISBN 978-90-04-04565-1.
- Robinson, John (1827). Archæologica Græca (2nd изд.). London: A. J. Valpy. Архивирано из оригинала 1. 7. 2014. г. Приступљено 4. 2. 2017.
- Rodriguez-Grandjean, Pablo (1998). Philosophy and Dialogue: Plato's Unwritten Doctrines from a Hermeneutical Point of View. Twentieth World Congress of Philosophy. Boston.
- Rowe, Christopher (2006). „Interpreting Plato”.  Ур.: Benson, Hugh H. A Companion to Plato. Blackwell Publishing. стр. 13—24.
- Schall, James V. (1996). „On the Death of Plato”. The American Scholar. 65.
- Schofield, Malcolm (23. 8. 2002).  Craig, Edward, ур. „Plato”. Routledge Encyclopedia of Philosophy. Routledge. Приступљено 3. 4. 2014.
- Sedley, David (2003). Plato's Cratylus. Cambridge University Press.
- Slings, S. R. (1987). „Remarks on Some Recent Papyri of the Politeia”. Mnemosyne. Fourth. 40 (1/2): 27—34. doi:10.1163/156852587x00030.
- Slings, S. R. (2003). Platonis Rempublicam. Oxford University Press.
- Smith, William (1870). „Plato”. Dictionary of Greek and Roman Biography and Mythology.
- Strauss, Leo (1964). The City and the Man. Chicago: University of Chicago Press.
- Suzanne, Bernard (8. 3. 2009). „The Stephanus edition”. Plato and his dialogues. Приступљено 3. 4. 2014.
- Szlezak, Thomas A. (1999). Reading Plato. Routledge. ISBN 978-0-415-18984-2.
- Tarán, Leonardo (1981). Speusippus of Athens. Brill Publishers.
- Tarán, Leonardo (2001). „Plato's Alleged Epitaph”. Collected Papers 1962-1999. Brill Academic Publishers. ISBN 978-90-04-12304-5.
- Taylor, Alfred Edward (2001) [1937]. Plato: The Man and His Work. Courier Dover Publications. ISBN 978-0-486-41605-2.
- Taylor, C. C. W. (2011). „Plato's Epistemology”.  Ур.: Fine, G. The Oxford Handbook of Plato. Oxford University Press. стр. 165—190.
- Vlastos, Gregory (1991). Socrates: Ironist and Moral Philosopher. Cambridge University Press.
- Whitehead, Alfred North (1978). Process and Reality. New York: The Free Press.
- Wilamowitz-Moellendorff, Ulrich von (2005) [1917]. Plato: His Life and Work (translated in Greek by Xenophon Armyros). Kaktos. ISBN 978-960-382-664-4.